# Mark Reynolds (baseball)
Pour les articles homonymes, voir Mark Reynolds et Reynolds.
Mark Andrew Reynolds (né le 3 août 1983 à Pikeville, Kentucky, États-Unis) est un joueur de premier but, de troisième but et frappeur désigné ayant évolué dans la Ligue majeure de baseball de 2007 à 2019.

## Carrière
Après des études secondaires à la First Colonial High School de Virginia Beach (Virginie), Mark Reynolds suit des études supérieures à l'Université de Virginie où il porte les couleurs des Virginia Cavaliers de 2002 à 2004.

### Diamondbacks de l'Arizona
Reynolds est repêché le 7 juin 2004 par les Diamondbacks de l'Arizona au seizième tour de sélection. Il signe son premier contrat professionnel le 16 juin 2004.
Il passe trois saisons en Ligues mineures avant d'effectuer ses débuts en Ligue majeure le 16 mai 2007. Reynolds rejoint l'effectif actif des Diamondbacks à la suite d'une blessure de Chad Tracy. Son adaptation au plus haut niveau est rapide, avec 15 points produits lors de 15 premières rencontres (16 au 30 mai), mais il connait ensuite une série de 15 matchs consécutifs sans point produit (1er au 17 juin).
En 2009, Reynolds est 20e du vote désignant le meilleur joueur de la saison en Ligue nationale.
Reynolds prolonge son contrat chez les Diamondbacks avant le début de la saison 2010. Il s'engage jusqu'en 2012 contre 14,5 millions de dollars, plus une option sur 2013 à 11 millions.

### Orioles de Baltimore
Le 6 décembre 2010, Reynolds est échangé aux Orioles de Baltimore en retour des lanceurs de relève David Hernandez et Kam Mickolio.

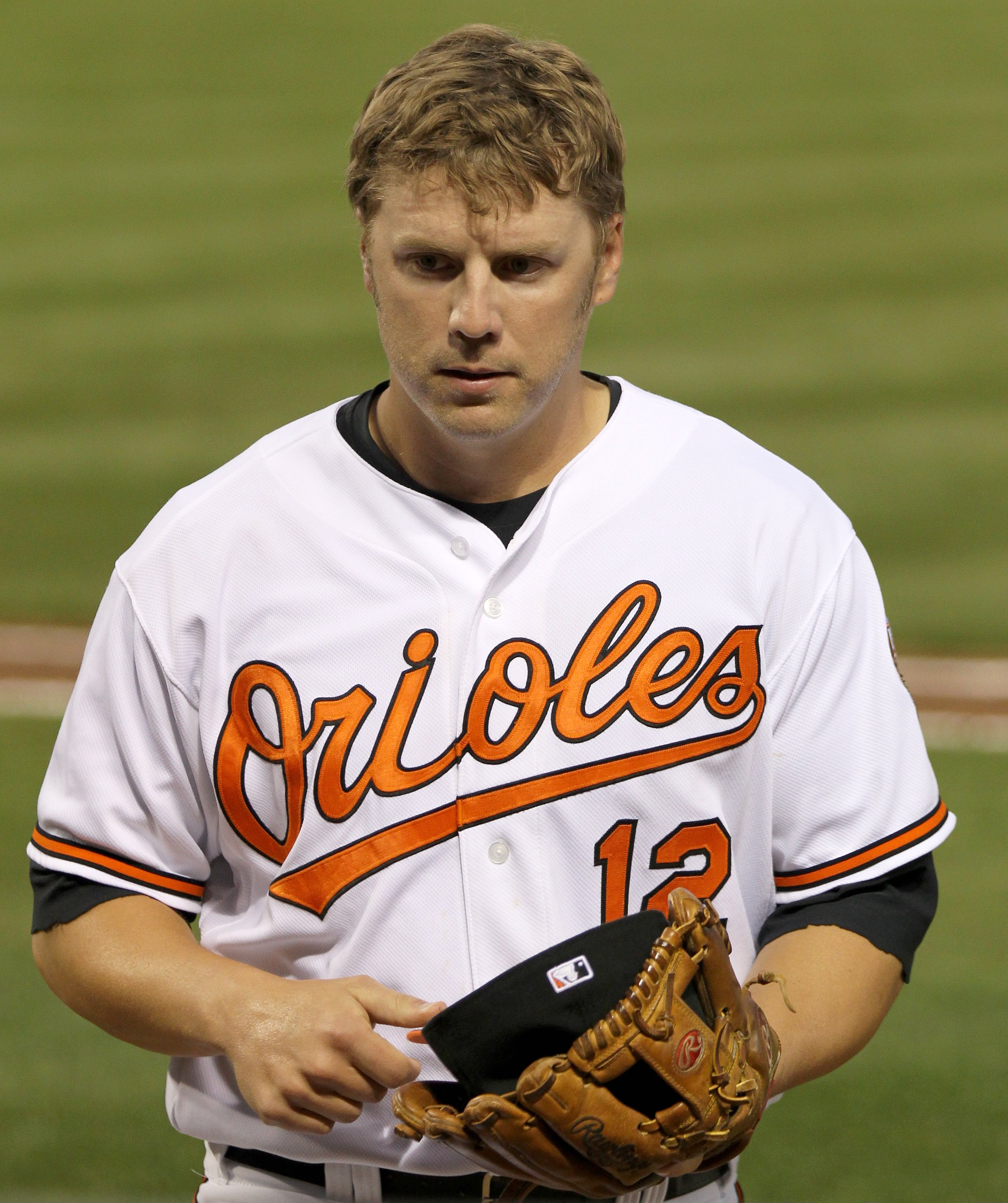
Mark Reynolds en 2011 avec les Orioles de Baltimore.

En 2008, 2009 et 2010, Reynolds est retiré sur des prises à 204, 223 et 211 reprises, respectivement, à chaque fois le plus haut total des majeures. Son nombre de retraits sur trois prises de 2009 est le plus élevé de l'histoire, et ses totaux de 2010 et 2008 arrivent aux deuxième et troisième rangs des pires performances à ce chapitre pour une saison unique.
En 2011, à sa première saison à Baltimore, Reynolds produit 86 points et termine 4e de la Ligue américaine avec 37 coups de circuit. Il frappe pour ,221 de moyenne au bâton et ses 196 retraits au bâton sont la pire performance de la Ligue américaine mais la deuxième moins bonne du baseball majeur après les 205 retraits sur des prises de Drew Stubbs des Reds de Cincinnati.
En 2012, Reynolds claque 23 circuits et produit 69 points en 135 parties jouées. Sa moyenne au bâton s'élève à ,221 pour la deuxième saison de suite avec 159 retraits sur des prises. Il participe aux séries éliminatoires avec les Orioles mais n'obtient que trois coups sûrs, dont aucun circuit, en six matchs au total contre les Rangers du Texas et les Yankees de New York.
Reynolds joue au troisième but en 2011 chez les Orioles puis au premier but en 2012.
Il devient joueur autonome le 30 novembre 2012.

### Indians de Cleveland

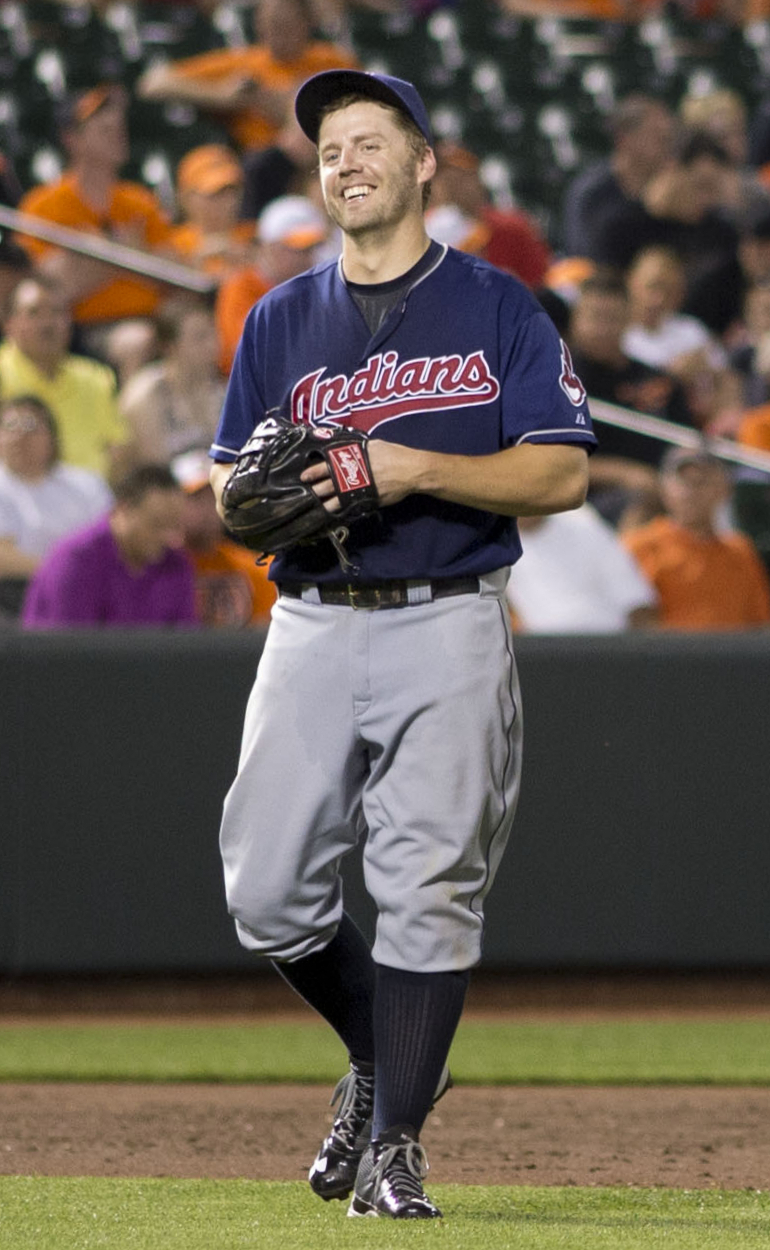
Mark Reynolds en 2013 avec les Indians de Cleveland.

Le 18 décembre 2012, Reynolds signe un contrat d'un an avec les Indians de Cleveland. Il joue 41 matchs au premier but et 40 au troisième but pour les Indians, mais seulement 20 comme frappeur désigné, Cleveland alternant Reynolds, Jason Giambi, Carlos Santana et Nick Swisher dans ce rôle. En 99 matchs joués au total, il claque 15 circuits mais déçoit avec une moyenne au bâton de ,215, un pourcentage de présence sur les buts de ,307 et une moyenne de puissance de ,373. Il est libéré le 12 août 2013 par les Indians.

### Yankees de New York
Récupéré par les Yankees de New York quelques jours après avoir été remercié par les Indians, Reynolds y joue ses 36 dernières parties de la saison régulière, frappant 6 circuits. Il termine la saison avec 21 circuits, 67 points produits, 154 retraits sur des prises, une moyenne au bâton de ,220 et une moyenne de puissance de ,393 en 135 matchs au total pour Cleveland et New York.

### Brewers de Milwaukee
Le 17 janvier 2014, Reynolds signe un contrat des ligues mineures avec les Brewers de Milwaukee. En 130 matchs des Brewers en 2014, sa moyenne au bâton n'atteint pas la ligne de Mendoza et ne s'élève qu'à ,196 en 433 passages au bâton, mais sa production de circuits demeure au même niveau qu'au cours des deux saisons précédentes, avec 22 coups de quatre buts.

### Cardinals de Saint-Louis
Le 11 décembre 2014, Reynolds signe un contrat d'une saison avec les Cardinals de Saint-Louis. En 140 matchs, il frappe 13 circuits. Les Cardinals l'assignent au premier but, et il dispute quelques matchs au troisième coussin lorsque Matt Carpenter se trouve sur la liste des joueurs blessés.

### Rockies du Colorado
Le 16 décembre 2015, Reynolds signe un contrat de 2,6 millions de dollars pour une saison chez les Rockies du Colorado. Il est réinvité sur un contrat des ligues mineures la saison suivante.

## Statistiques
| Saison | Équipe               | G    | AB   | R   | H    | 2B  | 3B | HR  | RBI | SB | BA    |
| ------ | -------------------- | ---- | ---- | --- | ---- | --- | -- | --- | --- | -- | ----- |
| 2007   | Arizona              | 111  | 366  | 62  | 102  | 20  | 4  | 17  | 62  | 0  | 0,279 |
| 2008   | Arizona              | 152  | 539  | 87  | 129  | 28  | 3  | 28  | 97  | 11 | 0,239 |
| 2009   | Arizona              | 155  | 578  | 98  | 150  | 30  | 1  | 44  | 102 | 24 | 0,260 |
| 2010   | Arizona              | 145  | 499  | 79  | 99   | 17  | 2  | 32  | 85  | 7  | 0,198 |
| 2011   | Baltimore            | 155  | 534  | 84  | 118  | 27  | 1  | 37  | 86  | 6  | 0,221 |
| 2012   | Baltimore            | 135  | 457  | 65  | 101  | 26  | 0  | 23  | 69  | 1  | 0,221 |
| 2013   | Cleveland NY Yankees | 135  | 445  | 55  | 98   | 14  | 0  | 21  | 67  | 3  | 0,220 |
| 2014   | Milwaukee            | 130  | 378  | 47  | 74   | 9   | 0  | 22  | 45  | 5  | 0,196 |
| 2015   | Saint-Louis          | 140  | 382  | 35  | 88   | 21  | 2  | 13  | 48  | 2  | 0,230 |
| 2016   | Colorado             | 118  | 393  | 61  | 111  | 24  | 0  | 14  | 53  | 1  | 0,282 |
| 2017   | Colorado             | 148  | 520  | 82  | 139  | 22  | 1  | 30  | 97  | 2  | 0,267 |
| 2018   | Washington           | 86   | 206  | 26  | 51   | 8   | 0  | 13  | 40  | 0  | 0,248 |
| Totaux | Totaux               | 1610 | 5297 | 781 | 1260 | 246 | 14 | 294 | 851 | 62 | 0,238 |

| Saison | Équipe      | G  | AB | R | H | 2B | 3B | HR | RBI | SB | BA    |
| ------ | ----------- | -- | -- | - | - | -- | -- | -- | --- | -- | ----- |
| 2007   | Arizona     | 7  | 26 | 3 | 4 | 0  | 0  | 2  | 2   | 0  | 0,154 |
| 2012   | Baltimore   | 6  | 22 | 0 | 3 | 0  | 0  | 0  | 1   | 1  | 0,136 |
| 2015   | Saint-Louis | 3  | 4  | 0 | 0 | 0  | 0  | 0  | 0   | 0  | 0,000 |
| 2017   | Colorado    | 1  | 3  | 0 | 0 | 0  | 0  | 0  | 1   | 0  | 0,000 |
| Totaux | Totaux      | 17 | 55 | 3 | 7 | 0  | 0  | 2  | 4   | 1  | 0,127 |

Note : G = Matches joués ; AB = Passages au bâton; R = Points ; H = Coups sûrs ; 2B = Doubles ; 3B = Triples ; 
HR = Coup de circuit ; RBI = Points produits ; SB = Buts volés ; BA = Moyenne au bâton.